# Naufrágio do Maraldi

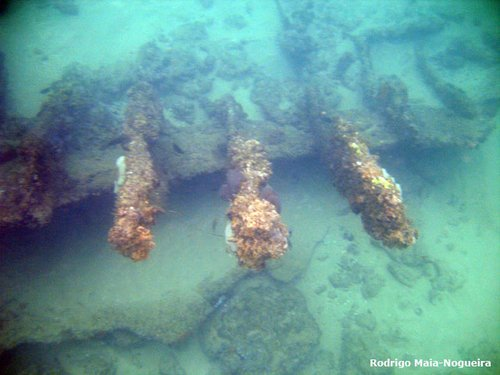
Naufrágio do Maraldi.

O Maraldi é uma embarcação de origem inglesa que pertencia à frota do Brazil & River Plate Mail Stemears que naufragou em 1875 na praia do Farol da Barra localizada na cidade de Salvador, capital do estado da Bahia.

## História do Naufrágio

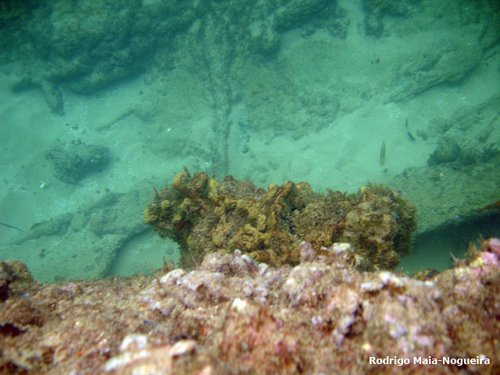
Naufrágio do Maraldi.

Na noite do dia 28 de fevereiro de 1875, mais precisamente às 21:00h, o vapor inglês Maraldi que vinha de Buenos Aires (Argentina) com destino a Amsterdã (Holanda) transportando uma carga de lã e couro, ao entrar na baía de Todos os Santos (Bahia, Brasil) foi surpreendido pelas fortes correntezas locais que o fizeram encalhar nas pedras rasas da enseada entre o forte de Santo Antônio (Farol da Barra) e o forte de Santa Maria (Porto da Barra), em frente ao 2º Distrito Naval, bairro da Barra.

## Descrição Atual
Atualmente o Maraldi está totalmente desmantelado a menos de 80 m da costa, mas ainda é possível identificar parte de sua popa, parte do costado e do cavername, alguns cabeços de amarração, algumas bigotas e uma caldeira.

## Biota Associada
Consideramos biota associada todos os seres vivos que ocorrem nos destroços do naufrágio, utilizam estes destroços ou que occorrem nas proximidades destes dentro da enseada, desde a linha de maré até os destroços por acreditar que o mesmo exerce alguma influência e/ou está inserido em um mesmo ambiente.

## Ficha técnica do naufrágio

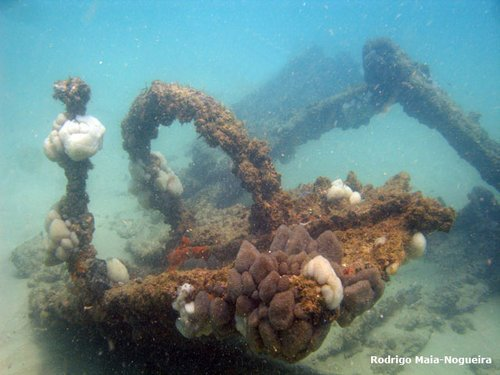
Naufrágio do Maraldi

| Informações Nome: Maraldi Data do Naufrágio: 28/02/1875 Posição: Praia do Farol da Barra - Salvador Localização (GPS): 13º00'31,50"S/038º32'01,45"W Profundidade: 3m - 6m Visibilidade: 3m - 7m Motivo: Encalhe Estado: Desmantelado Carga: Couro e Lã Tipo: Cargueiro a vapor Nacionalidade Inglesa Armador Brazil & River Plate Mail Stemears Co. |

## Mergulho
Por estar situado muito próximo à costa, em uma área abrigada e de fácil acesso os destroços do naufrágio são visitados diariamente por mergulhadores com as mais diversas finalidade, desde fotografos submarinos a pesquisadores, assim como caçadores submarinos e coletores de organismos ornamentais, além de mergulhadores recreacionais (SCUBA e apneia).
O naufrágio é utilizado também pelas operadoras de mergulho locais como ponto de mergulho destinado a mergulhadores iniciantes e turistas interessados no mergulho em naufrágios.
O mergulho no Maraldi deve ser planejado para a maré de enchente nos períodos de lua crescente ou minguante quando a correnteza e mais amena e a água costuma estar com menos suspensão.
Por ser um naufrágio raso é possível mergulhar neste sitio apenas com equipamento básico (máscara, nadadeira e snorkel) ou com mesmo com equipamento SCUBA (que inclui além do básico um cilindro, colete equilibrador, lastros e reguladores).
A caldeira é possível ser atravessada por mergulhadores em apneia, porém não é recomendado para mergulhadores inexperiêntes.